# Tirrena-Adriàtica 2015
La Tirrena-Adriàtica 2015, 50a edició de la Tirrena-Adriàtica, es disputà entre l'11 i el 17 de març de 2015. Aquesta va ser la tercera prova de l'UCI World Tour 2015. Els corredors havien de superar 1.010,7 km repartits entre set etapes, la primera i la darrera en la modalitat de contrarellotge individual.
El vencedor final fou el colombià Nairo Quintana (Movistar Team), que gràcies a la victòria en la 4a etapa va aconseguir el liderat i posteriorment va mantenir l'avantatge en la contrarellotge individual final. Aquesta victòria suposava el primer triomf colombià en 50 anys d'història de la Tirrena-Adriàtica. Rere seu, a divuit segons, finalitzà el neerlandès Bauke Mollema (Trek Factory Racing) i el també colombià Rigoberto Urán (Etixx-Quick Step) completà el podi.
En les classificacions secundàries Peter Sagan (Team Tinkoff-Saxo) aconseguí la classificació per punts, gràcies a la primera victòria d'etapa amb el seu nou equip i dos segons llocs; Carlos Quintero (Colombia) guanyà la muntanya i Quintana la dels joves.

## Equips
L'organitzador RCS Sport comunicà la llista d'equips convidats el 19 de gener de 2015.< 22 equips prendran part a la Tirrena-Adriàtica: 17 World Tour i 5 equips continentals professionals.
| Núm.    | Codi | Equip                 |
| ------- | ---- | --------------------- |
| 1-8     | TCS  | Team Tinkoff-Saxo     |
| 11-18   | ALM  | AG2R La Mondiale      |
| 21-28   | AST  | Astana Qazaqstan Team |
| 31-38   | BAR  | Bardiani CSF          |
| 41-48   | BMC  | BMC Racing Team       |
| 51-58   | BOA  | Bora-Argon 18         |
| 61-68   | COL  | Colombia              |
| 71-78   | EQS  | Etixx-Quick Step      |
| 81-88   | FDJ  | FDJ                   |
| 91-98   | IAM  | IAM Cycling           |
| 101-108 | LAM  | Lampre-Merida         |

| Núm.    | Codi | Equip               |
| ------- | ---- | ------------------- |
| 111-118 | LTS  | Lotto Soudal        |
| 121-128 | MOV  | Movistar Team       |
| 131-138 | MTN  | MTN Qhubeka         |
| 141-148 | OGE  | Orica-GreenEDGE     |
| 151-158 | TCG  | Cannondale-Garmin   |
| 161-168 | EUC  | Team Europcar       |
| 171-178 | TGA  | Team Giant-Alpecin  |
| 181-188 | KAT  | Team Katusha        |
| 191-198 | TLJ  | Team LottoNL-Jumbo  |
| 201-208 | SKY  | Team Sky            |
| 211-218 | TFR  | Trek Factory Racing |

## Recorregut
El recorregut de la Tirrena-Adriàtica 2015 és molt similar al de les darreres edicions. La primera etapa consistia, inicialment, en una contrarellotge per equips de 22,7 km per Lido di Camaiore, però els forts aiguats i vents que patí la zona en dies previs obligà l'organització a modificar-ne el recorregut i transformar l'etapa en una contrarellotge individual de 5,4 quilòmetres. Tot seguit arriben un etapes planes, abans que en la quarta arribi la mitja muntanya i en la cinquena l'etapa reina, amb ascensió final al mont Terminillo, un port de 16,1 km, amb un desnivell mitjà del 7,3% i rampes de fins al 12%. Després d'una nova etapa plana, la cursa finalitza amb la tradicional contrarellotge individual pels carrers de San Benedetto del Tronto.

## Favorits
Els grans caps de fila del ciclisme prenen part en aquesta edició de la Tirrena-Adriàtica. Destaquen el defensor del títol i darrer vencedor de la Volta a Espanya, l'espanyol Alberto Contador (Team Tinkoff-Saxo); l'italià Vincenzo Nibali (Astana Qazaqstan Team), vencedor de les edicions de 2012 i 2013 i del darrer Tour de França; Nairo Quintana (Movistar Team), vencedor del darrer Giro d'Itàlia. Tot i que Chris Froome (Team Sky) havia anunciat la seva participació, a darrera hora hagué de renunciar-hi per culpa d'una infecció pulmonar.
Altres ciclistes destacats que prenen part en al cursa són: Joaquim Rodríguez (Team Katusha), Daniel Martin (Cannondale-Garmin), Rigoberto Urán (Etixx-Quick Step), Fabian Cancellara (Trek Factory Racing), Peter Sagan (Team Tinkoff-Saxo) o els esprintadors Mark Cavendish (Etixx-Quick Step) i Elia Viviani (Team Sky).

## Etapes
| Etapa    | Data       | Recorregut                                          |                           | Km       | Vencedor d'etapa        | Líder de la general     |
| -------- | ---------- | --------------------------------------------------- | ------------------------- | -------- | ----------------------- | ----------------------- |
| Pròleg   | 11 de març | Lido di Camaiore - Lido di Camaiore                 | contrarellotge individual | 22,7 5,4 | Adriano Malori (ITA)    | Adriano Malori (ITA)    |
| 1a etapa | 12 de març | Camaiore - Cascina                                  | Etapa plana               | 153      | Jens Debusschere (BEL)  | Adriano Malori (ITA)    |
| 2a etapa | 13 de març | Cascina - Arezzo                                    | Etapa accidentada         | 203      | Greg Van Avermaet (BEL) | Greg Van Avermaet (BEL) |
| 3a etapa | 14 de març | Indicatore - Castelraimondo                         | Etapa de mitja muntanya   | 218      | Wout Poels (NED)        | Wout Poels (NED)        |
| 4a etapa | 15 de març | Esanatoglia - Mont Terminillo                       | Etapa de muntanya         | 194      | Nairo Quintana (COL)    | Nairo Quintana (COL)    |
| 5a etapa | 16 de març | Rieti - Porto Sant'Elpidio                          | Etapa accidentada         | 210      | Peter Sagan (SVK)       | Nairo Quintana (COL)    |
| 6a etapa | 17 de març | San Benedetto del Tronto - San Benedetto del Tronto | contrarellotge individual | 10,5     | Fabian Cancellara (SUI) | Nairo Quintana (COL)    |

### Pròleg
11 de març de 2015 — Lido di Camaiore - Lido di Camaiore, 5,4 km, contrarellotge individual
La primera etapa inicialment estava prevista que tingués 22,7 quilòmetres de recorregut i que es disputés sota la modalitat de contrarellotge per equips. Amb tot, el 9 de març de 2015, els organitzadors van decidir modificar el recorregut i la modalitat de contrarellotge per culpa de les destrosses provocades pel mal temps en dies precedents.
|    | Ciclista                   | Equip               | Temps  |
| -- | -------------------------- | ------------------- | ------ |
| 1  | Adriano Malori (ITA)       | Movistar Team       | 6' 04" |
| 2  | Fabian Cancellara (SUI)    | Trek Factory Racing | + 1"   |
| 3  | Greg Van Avermaet (BEL)    | BMC Racing Team     | + 2"   |
| 4  | Maciej Bodnar (POL)        | Team Tinkoff-Saxo   | m. t.  |
| 5  | Matthias Brändle (AUT)     | IAM Cycling         | m. t.  |
| 6  | Daniel Oss (ITA)           | BMC Racing Team     | + 4"   |
| 7  | Ramunas Navardauskas (LTU) | Cannondale-Garmin   | + 5"   |
| 8  | Steve Cummings (GBR)       | MTN Qhubeka         | + 6"   |
| 9  | Peter Sagan (SVK)          | Team Tinkoff-Saxo   | m. t.  |
| 10 | Johan Le Bon (FRA)         | FDJ                 | + 8"   |

|    | Ciclista                   | Equip               | Temps  |
| -- | -------------------------- | ------------------- | ------ |
| 1  | Adriano Malori (ITA)       | Movistar Team       | 6' 04" |
| 2  | Fabian Cancellara (SUI)    | Trek Factory Racing | + 1"   |
| 3  | Greg Van Avermaet (BEL)    | BMC Racing Team     | + 2"   |
| 4  | Maciej Bodnar (POL)        | Team Tinkoff-Saxo   | + 2"   |
| 5  | Matthias Brändle (AUT)     | IAM Cycling         | + 2"   |
| 6  | Daniel Oss (ITA)           | BMC Racing Team     | + 4"   |
| 7  | Ramunas Navardauskas (LTU) | Cannondale-Garmin   | + 5"   |
| 8  | Steve Cummings (GBR)       | MTN Qhubeka         | + 6"   |
| 9  | Peter Sagan (SVK)          | Team Tinkoff-Saxo   | + 6"   |
| 10 | Johan Le Bon (FRA)         | FDJ                 | + 8"   |

### Etapa 1
12 de març — Camaiore - Cascina, 153 km
|    | Ciclista               | Equip             | Temps      |
| -- | ---------------------- | ----------------- | ---------- |
| 1  | Jens Debusschere (BEL) | Lotto Soudal      | 3h 30' 18" |
| 2  | Peter Sagan (SVK)      | Team Tinkoff-Saxo | m. t.      |
| 3  | Sam Bennett (IRL)      | Bora-Argon 18     | m. t.      |
| 4  | Aleksandr Pórsev (RUS) | Team Katusha      | m. t.      |
| 5  | Tyler Farrar (USA)     | MTN Qhubeka       | m. t.      |
| 6  | Magnus Cort (DEN)      | Orica-GreenEDGE   | m. t.      |
| 7  | Roger Kluge (GER)      | IAM Cycling       | m. t.      |
| 8  | Nicola Ruffoni (ITA)   | Bardiani CSF      | m. t.      |
| 9  | Zakkari Dempster (AUS) | Bora-Argon 18     | m. t.      |
| 10 | Mark Renshaw (AUS)     | Etixx-Quick Step  | m. t.      |

|    | Ciclista                   | Equip               | Temps      |
| -- | -------------------------- | ------------------- | ---------- |
| 1  | ' Adriano Malori (ITA)     | Movistar Team       | 3h 36' 22" |
| 2  | Peter Sagan (SVK)          | Team Tinkoff-Saxo   | m. t.      |
| 3  | Fabian Cancellara (SUI)    | Trek Factory Racing | + 1"       |
| 4  | Greg Van Avermaet (BEL)    | BMC Racing Team     | + 2"       |
| 5  | Matthias Brändle (AUT)     | IAM Cycling         | + 2"       |
| 6  | Maciej Bodnar (POL)        | Team Tinkoff-Saxo   | + 2"       |
| 7  | Daniel Oss (ITA)           | BMC Racing Team     | + 4"       |
| 8  | Ramunas Navardauskas (LTU) | Cannondale-Garmin   | + 5"       |
| 9  | Steve Cummings (GBR)       | MTN Qhubeka         | + 6"       |
| 10 | Martijn Keizer (NED)       | Team LottoNL-Jumbo  | + 7"       |

### Etapa 2
13 de març — Cascina - Arezzo, 203 km
|    | Ciclista                | Equip                 | Temps      |
| -- | ----------------------- | --------------------- | ---------- |
| 1  | Greg Van Avermaet (BEL) | BMC Racing Team       | 3h 58' 17" |
| 2  | Peter Sagan (SVK)       | Team Tinkoff-Saxo     | m. t.      |
| 3  | Zdeněk Štybar (CZE)     | Etixx-Quick Step      | m. t.      |
| 4  | Filippo Pozzato (ITA)   | Lampre-Merida         | m. t.      |
| 5  | Fabian Cancellara (SUI) | Trek Factory Racing   | m. t.      |
| 6  | Simon Geschke (GER)     | Team Giant-Alpecin    | m. t.      |
| 7  | Paul Martens (GER)      | Team LottoNL-Jumbo    | m. t.      |
| 8  | Andrí Hrivko (UKR)      | Astana Qazaqstan Team | m. t.      |
| 9  | Rigoberto Urán (COL)    | Etixx-Quick Step      | m. t.      |
| 10 | Wout Poels (NED)        | Team Sky              | m. t.      |

|    | Ciclista                   | Equip                 | Temps       |
| -- | -------------------------- | --------------------- | ----------- |
| 1  | Greg Van Avermaet (BEL)    | BMC Racing Team       | 8h 34'n 31" |
| 2  | Peter Sagan (SVK)          | Team Tinkoff-Saxo     | + 2"        |
| 3  | Adriano Malori (ITA)       | Movistar Team         | + 8"        |
| 4  | Fabian Cancellara (SUI)    | Trek Factory Racing   | + 9"        |
| 5  | Matthias Brändle (AUT)     | IAM Cycling           | + 10"       |
| 6  | Ramunas Navardauskas (LTU) | Cannondale-Garmin     | + 13"       |
| 7  | Steve Cummings (GBR)       | MTN Qhubeka           | + 14"       |
| 8  | Jonathan Castroviejo (ESP) | Movistar Team         | + 16"       |
| 9  | Edvald Boasson Hagen (NOR) | MTN Qhubeka           | + 16"       |
| 10 | Andrí Hrivko (UKR)         | Astana Qazaqstan Team | + 17"       |

### Etapa 3
14 de març — Indicatore (Arezzo) - Castelraimondo, 226 km
|    | Ciclista                    | Equip             | Temps      |
| -- | --------------------------- | ----------------- | ---------- |
| 1  | Wout Poels (NED)            | Team Sky          | 5h 53' 38" |
| 2  | Rigoberto Urán (COL)        | Etixx-Quick Step  | + 14"      |
| 3  | Joaquim Rodríguez (CAT)     | Team Katusha      | m. t.      |
| 4  | Alexis Vuillermoz (FRA)     | AG2R La Mondiale  | m. t.      |
| 5  | Rinaldo Nocentini (ITA)     | AG2R La Mondiale  | m. t.      |
| 6  | Roman Kreuziger (CZE)       | Team Tinkoff-Saxo | m. t.      |
| 7  | Giampaolo Caruso (ITA)      | Team Katusha      | m. t.      |
| 8  | Nairo Quintana (COL)        | Movistar Team     | m. t.      |
| 9  | Jurgen Van Den Broeck (BEL) | Lotto Soudal      | m. t.      |
| 10 | Adam Yates (GBR)            | Orica-GreenEDGE   | m. t.      |

|    | Ciclista                   | Equip                 | Temps       |
| -- | -------------------------- | --------------------- | ----------- |
| 1  | Wout Poels (NED)           | Team Sky              | 14h 28' 18" |
| 2  | Rigoberto Urán (COL)       | Etixx-Quick Step      | + 17"       |
| 3  | Steve Cummings (GBR)       | MTN Qhubeka           | + 26"       |
| 4  | Thibaut Pinot (FRA)        | FDJ                   | + 26"       |
| 5  | Roman Kreuziger (CZE)      | Team Tinkoff-Saxo     | + 27"       |
| 6  | Jonathan Castroviejo (ESP) | Movistar Team         | + 28"       |
| 7  | Bauke Mollema (NED)        | Trek Factory Racing   | + 28"       |
| 8  | Peter Sagan (SVK)          | Team Tinkoff-Saxo     | + 30"       |
| 9  | Vincenzo Nibali (ITA)      | Astana Qazaqstan Team | + 31"       |
| 10 | Alberto Contador (ESP)     | Team Tinkoff-Saxo     | + 31"       |

### Etapa 4
15 de març — Esanatoglia - Terminillo, 197 km
|    | Ciclista                 | Equip               | Temps      |
| -- | ------------------------ | ------------------- | ---------- |
| 1  | Nairo Quintana (COL)     | Movistar Team       | 5h 26' 03" |
| 2  | Bauke Mollema (NED)      | Trek Factory Racing | + 41"      |
| 3  | Joaquim Rodríguez (CAT)  | Team Katusha        | + 55"      |
| 4  | Rigoberto Urán (COL)     | Etixx-Quick Step    | + 55"      |
| 5  | Alberto Contador (ESP)   | Team Tinkoff-Saxo   | + 55"      |
| 6  | Thibaut Pinot (FRA)      | FDJ                 | + 55"      |
| 7  | Adam Yates (GBR)         | Orica-GreenEDGE     | + 55"      |
| 8  | Domenico Pozzovivo (ITA) | AG2R La Mondiale    | + 55"      |
| 9  | Przemyslaw Niemiec (POL) | Lampre-Merida       | + 1' 05"   |
| 10 | Giampaolo Caruso (ITA)   | Team Katusha        | + 1' 10"   |

|    | Ciclista                 | Equip               | Temps       |
| -- | ------------------------ | ------------------- | ----------- |
| 1  | Nairo Quintana (COL)     | Movistar Team       | 19h 54' 45" |
| 2  | Bauke Mollema (NED)      | Trek Factory Racing | + 39"       |
| 3  | Rigoberto Urán (COL)     | Etixx-Quick Step    | + 48"       |
| 4  | Thibaut Pinot (FRA)      | FDJ                 | + 57"       |
| 5  | Alberto Contador (ESP)   | Team Tinkoff-Saxo   | + 1' 03"    |
| 6  | Adam Yates (GBR)         | Orica-GreenEDGE     | + 1' 04"    |
| 7  | Domenico Pozzovivo (ITA) | AG2R La Mondiale    | + 1' 06"    |
| 8  | Joaquim Rodríguez (CAT)  | Team Katusha        | + 1' 07"    |
| 9  | Steve Cummings (GBR)     | MTN Qhubeka         | + 1' 12"    |
| 10 | Wout Poels (NED)         | Team Sky            | + 1' 13"    |

### Etapa 5
16 de març — Rieti - Porto Sant'Elpidio, 210 km
|    | Ciclista                   | Equip                 | Temps      |
| -- | -------------------------- | --------------------- | ---------- |
| 1  | Peter Sagan (SVK)          | Team Tinkoff-Saxo     | 5h 04' 13" |
| 2  | Gerald Ciolek (GER)        | MTN Qhubeka           | m. t.      |
| 3  | Jens Debusschere (BEL)     | Lotto Soudal          | m. t.      |
| 4  | Magnus Cort (DEN)          | Orica-GreenEDGE       | m. t.      |
| 5  | Maximiliano Richeze (ARG)  | Lampre-Merida         | m. t.      |
| 6  | Edvald Boasson Hagen (NOR) | MTN Qhubeka           | m. t.      |
| 7  | Nikias Arndt (GER)         | Team Giant-Alpecin    | m. t.      |
| 8  | Sam Bennett (IRL)          | Bora-Argon 18         | m. t.      |
| 9  | Ramunas Navardauskas (LTU) | Cannondale-Garmin     | m. t.      |
| 10 | Aleksei Lutsenko (KAZ)     | Astana Qazaqstan Team | m. t.      |

|    | Ciclista                 | Equip               | Temps       |
| -- | ------------------------ | ------------------- | ----------- |
| 1  | Nairo Quintana (COL)     | Movistar Team       | 24h 58' 58" |
| 2  | Bauke Mollema (NED)      | Trek Factory Racing | + 39"       |
| 3  | Rigoberto Urán (COL)     | Etixx-Quick Step    | + 48"       |
| 4  | Thibaut Pinot (FRA)      | FDJ                 | + 57"       |
| 5  | Alberto Contador (ESP)   | Team Tinkoff-Saxo   | + 1' 03"    |
| 6  | Adam Yates (GBR)         | Orica-GreenEDGE     | + 1' 04"    |
| 7  | Domenico Pozzovivo (ITA) | AG2R La Mondiale    | + 1' 06"    |
| 8  | Joaquim Rodríguez (CAT)  | Team Katusha        | + 1' 07"    |
| 9  | Steve Cummings (GBR)     | MTN Qhubeka         | + 1' 12"    |
| 10 | Wout Poels (NED)         | Team Sky            | + 1' 13"    |

### Etapa 6
17 de març — San Benedetto del Tronto - San Benedetto del Tronto, 10 km (contrarellotge individual)
|    | Ciclista                   | Equip               | Temps   |
| -- | -------------------------- | ------------------- | ------- |
| 1  | Fabian Cancellara (SUI)    | Trek Factory Racing | 11' 23" |
| 2  | Adriano Malori (ITA)       | Movistar Team       | + 4"    |
| 3  | Vasil Kiryienka (BLR)      | Team Sky            | + 9"    |
| 4  | Jonathan Castroviejo (ESP) | Movistar Team       | + 12"   |
| 5  | Maciej Bodnar (POL)        | Team Tinkoff-Saxo   | + 16"   |
| 6  | Michael Hepburn (AUS)      | Orica-GreenEDGE     | + 16"   |
| 7  | Ramunas Navardauskas (LTU) | Cannondale-Garmin   | + 17"   |
| 8  | Steve Cummings (GBR)       | MTN Qhubeka         | + 23"   |
| 9  | Andrey Amador (CRC)        | Movistar Team       | + 25"   |
| 10 | Edvald Boasson Hagen (NOR) | MTN Qhubeka         | + 26"   |

|    | Ciclista                 | Equip               | Temps       |
| -- | ------------------------ | ------------------- | ----------- |
| 1  | Nairo Quintana (COL)     | Movistar Team       | 25h 11' 16" |
| 2  | Bauke Mollema (NED)      | Trek Factory Racing | + 18"       |
| 3  | Rigoberto Urán (COL)     | Etixx-Quick Step    | + 31"       |
| 4  | Thibaut Pinot (FRA)      | FDJ                 | + 35"       |
| 5  | Alberto Contador (ESP)   | Team Tinkoff-Saxo   | + 39"       |
| 6  | Steve Cummings (GBR)     | MTN Qhubeka         | + 40"       |
| 7  | Wout Poels (NED)         | Team Sky            | + 56"       |
| 8  | Domenico Pozzovivo (ITA) | AG2R La Mondiale    | + 59"       |
| 9  | Adam Yates (GBR)         | Orica-GreenEDGE     | + 1' 09"    |
| 10 | Roman Kreuziger (CZE)    | Team Tinkoff-Saxo   | + 1' 11"    |

## Classificacions finals

### Classificació general
|    | Ciclista                 | Equip               | Temps       |
| -- | ------------------------ | ------------------- | ----------- |
| 1  | Nairo Quintana (COL)     | Movistar Team       | 25h 11' 16" |
| 2  | Bauke Mollema (NED)      | Trek Factory Racing | + 18"       |
| 3  | Rigoberto Urán (COL)     | Etixx-Quick Step    | + 31"       |
| 4  | Thibaut Pinot (FRA)      | FDJ                 | + 35"       |
| 5  | Alberto Contador (ESP)   | Team Tinkoff-Saxo   | + 39"       |
| 6  | Steve Cummings (GBR)     | MTN Qhubeka         | + 40"       |
| 7  | Wout Poels (NED)         | Team Sky            | + 56"       |
| 8  | Domenico Pozzovivo (ITA) | AG2R La Mondiale    | + 59"       |
| 9  | Adam Yates (GBR)         | Orica-GreenEDGE     | + 1' 09"    |
| 10 | Roman Kreuziger (CZE)    | Team Tinkoff-Saxo   | + 1' 11"    |

### Classificacions secundàries
|   | Ciclista                | Equip               | Punts |
| - | ----------------------- | ------------------- | ----- |
| 1 | Peter Sagan (SVK)       | Team Tinkoff-Saxo   | 32    |
| 2 | Fabian Cancellara (SUI) | Trek Factory Racing | 21    |
| 3 | Jens Debusschere (BEL)  | Lotto Soudal        | 20    |

|   | Ciclista              | Equip           | Punts |
| - | --------------------- | --------------- | ----- |
| 1 | Carlos Quintero (COL) | Colombia        | 21    |
| 2 | Danilo Wyss (SUI)     | BMC Racing Team | 18    |
| 3 | Nairo Quintana (COL)  | Movistar Team   | 15    |

| \| \| Ciclista \| Equip \| Temps \| \| - \| -------------------- \| --------------- \| ----------- \| \| 1 \| Nairo Quintana (COL) \| Movistar Team \| 25h 11' 16" \| \| 2 \| Thibaut Pinot (FRA) \| FDJ \| + 35" \| \| 3 \| Adam Yates (GBR) \| Orica-GreenEDGE \| + 1' 09" \| |                      |                 |             |
| | Ciclista             | Equip           | Temps       |
| 1 | Nairo Quintana (COL) | Movistar Team   | 25h 11' 16" |
| 2 | Thibaut Pinot (FRA)  | FDJ             | + 35"       |
| 3 | Adam Yates (GBR)     | Orica-GreenEDGE | + 1' 09"    |

### UCI World Tour
La Tirrena-Adriàtica atorga punts per l'UCI World Tour 2015 sols als ciclistes dels equips de categoria World Tour.
| Posició               | 1r  | 2n | 3r | 4t | 5è | 6è | 7è | 8è | 9è | 10è |
| Classificació general | 100 | 80 | 70 | 60 | 50 | 40 | 30 | 20 | 10 | 4   |
| Per etapa             | 6   | 4  | 2  | 1  | 1  |    |    |    |    |     |

| #  | Ciclista                 | Equip               | Punts |
| -- | ------------------------ | ------------------- | ----- |
| 1  | Nairo Quintana (COL)     | Movistar Team       | 106   |
| 2  | Bauke Mollema (NED)      | Trek Factory Racing | 84    |
| 3  | Rigoberto Urán (COL)     | Etixx-Quick Step    | 75    |
| 4  | Thibaut Pinot (FRA)      | FDJ                 | 60    |
| 5  | Alberto Contador (ESP)   | Team Tinkoff-Saxo   | 51    |
| 6  | Wout Poels (NED)         | Team Sky            | 36    |
| 7  | Domenico Pozzovivo (ITA) | AG2R La Mondiale    | 20    |
| 8  | Peter Sagan (SVK)        | Team Tinkoff-Saxo   | 14    |
| 9  | Adam Yates (GBR)         | Orica-GreenEDGE     | 10    |
| 10 | Jens Debusschere (BEL)   | Lotto Soudal        | 8     |
| 10 | Greg Van Avermaet (BEL)  | BMC Racing Team     | 8     |

## Evolució de les classificacions
| Etapa | Vencedor           | Classificació general | Classificació per punts | Classificació de la muntanya | Classificació dels joves |
| ----- | ------------------ | --------------------- | ----------------------- | ---------------------------- | ------------------------ |
| 1     | Adriano Malori     | Adriano Malori        | Adriano Malori          | no entregat                  | Peter Sagan              |
| 2     | Jens Debusschere ⋅ | Adriano Malori        | Jens Debusschere ⋅      | Danilo Wyss                  | Peter Sagan              |
| 3     | Greg Van Avermaet  | Greg Van Avermaet     | Peter Sagan             | Danilo Wyss                  | Peter Sagan              |
| 4     | Wout Poels         | Wout Poels            | Peter Sagan             | Carlos Quintero              | Thibaut Pinot            |
| 5     | Nairo Quintana     | Nairo Quintana        | Peter Sagan             | Carlos Quintero              | Nairo Quintana           |
| 6     | Peter Sagan        | Nairo Quintana        | Peter Sagan             | Carlos Quintero              | Nairo Quintana           |
| 7     | Fabian Cancellara  | Nairo Quintana        | Peter Sagan             | Carlos Quintero              | Nairo Quintana           |
| Final | Final              | Nairo Quintana        | Peter Sagan             | Carlos Quintero              | Nairo Quintana           |